# 仙奶泉傳說
仙奶泉傳說（排灣語：？；阿美語：U sibulingay a menmen)，是與臺灣原住民排灣族跟水火同源相關的文學故事。

## 傳說

### 水火雙蛇版本
傳說有位排灣族青年名叫布魯（Ural），極其聰明。有日布魯的母親生病，在醫治無果後聽聞仙奶泉醫百病的功效，因此決定前去獲取。路途間出現一位烏鴉婆告知水火雙蛇的存在與制服之法。於是在某部落找到正在刺毬的鳳（Pan），在鳳的協助下向太陽神取得金鎖且制伏了雙蛇。然在醫治好母親後，布魯與鳳姑娘為了族人而不願歸還金鎖，故而遭到太陽神懲戒，一道雷劈下後，鳳姑娘變成了鳳梨，而布魯則成為了鳳梨下的土壤。

### 水虎火龍版本
其內容與水火雙蛇版本極為相似，僅差在青年的名字為武達（另一說為麻達），且鳳姑娘是由被雲豹所咬傷的鳳凰所變成。

## 爭議
西拉雅國家風景區管理處曾於2007年在關子嶺景點水火同源旁設立「龍虎鬥」景觀意象，然在2011年9月遭到當地民代認為與火麒麟傳說不合，故而要求改正，其中臺南市議員張世賢更明確指出從未聽說過龍虎鬥的故事。

## 當代文學
現今有以此故事為主所編成的《排灣族的故事：仙奶泉》，做為兒童啟蒙書之用。